# Истомиха (Московская область)
Истомиха — деревня в городском округе Домодедово Московской области.

## География
Находится в южной части Московской области на расстоянии приблизительно 9 км на восток по прямой от железнодорожной станции Домодедово.

## История
Упоминается с 1663 года.

## Население
Постоянное население составляло 24 человека в 2002 году (русские 100 %), 29 в 2010.